# 1-228-7
1-228-7 — проєкт двоповерхового гуртожитку зі шлакобетону загальнорадянської серії типових будинків 1-228. Розроблений у 1948 років у московському відділі інституту рос. Горстройпроект, архітектор — М. М. Вавіровський. Будинки проєкту зведені в Росії, Україні, Естонії.

## Опис проєкту
Розміри основного об'єму 41,4×13,8 м. Житлова площа 479 м² при пічному опаленні або 491 м² при централізованому. Висота поверху 2,83 м від підлоги до стелі. 11 кроків по головному фасаді, вікна крайніх кімнат виходять на торці, три центральних утворюють портик в лінії фасади на першому поверсі і лоджію на другому. По 3 кроки на торцових фасадах, середній на другому поверсі — балкон. Фасади варіантів можуть різнитися формою лоджії та фронтонів.

## Галерея

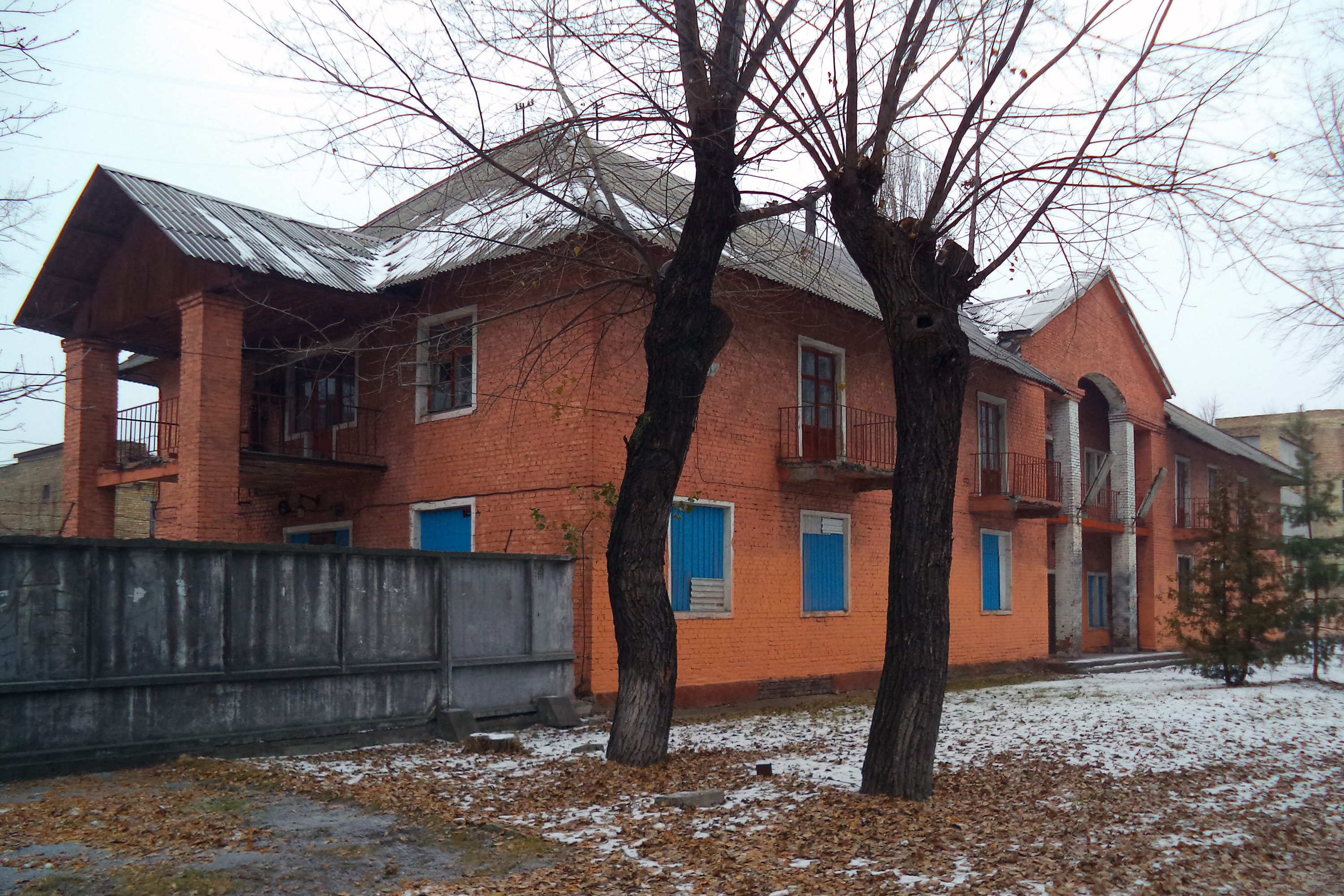
Київ, вул. Черчилля, 63
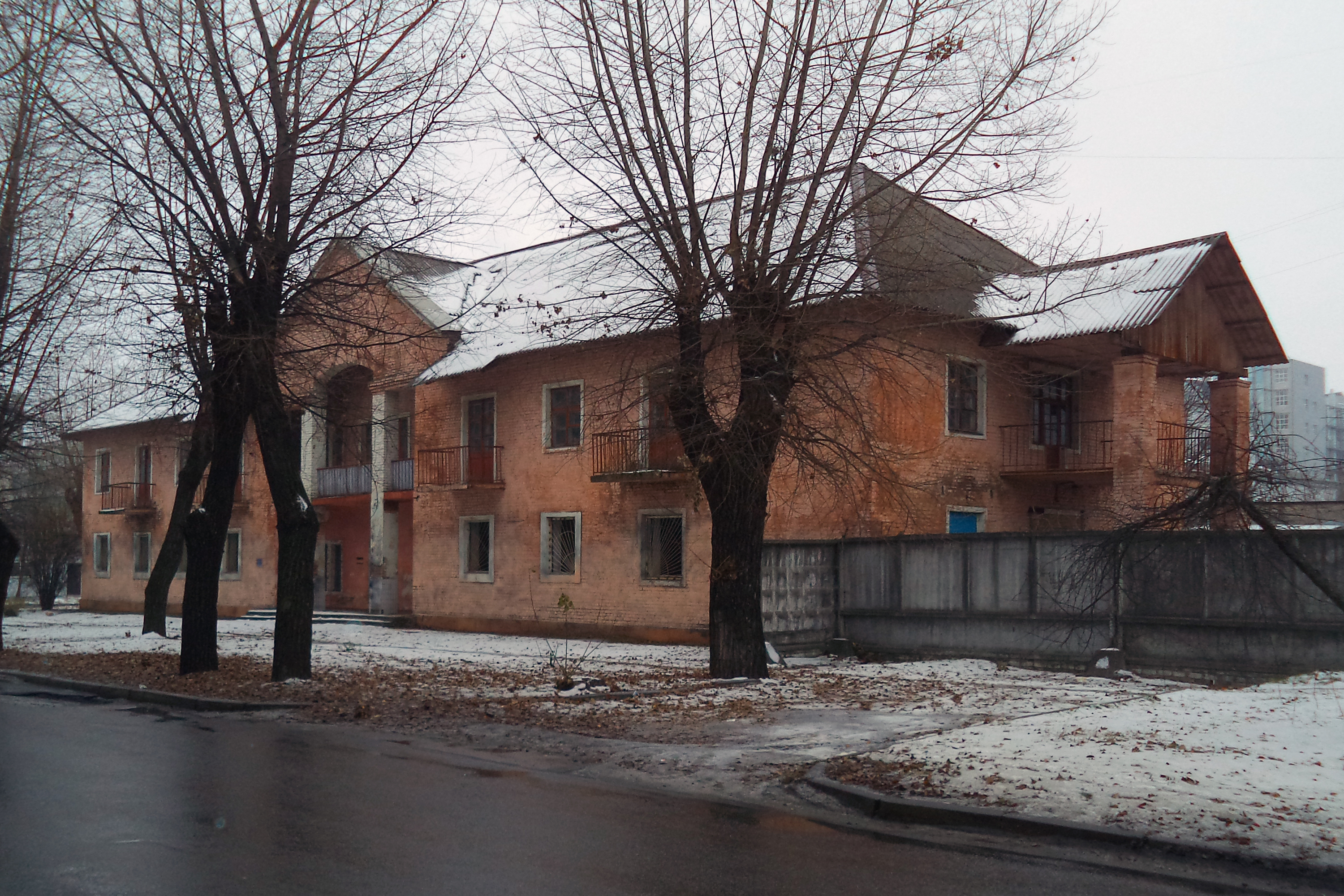
Київ, вул. Черчилля, 56
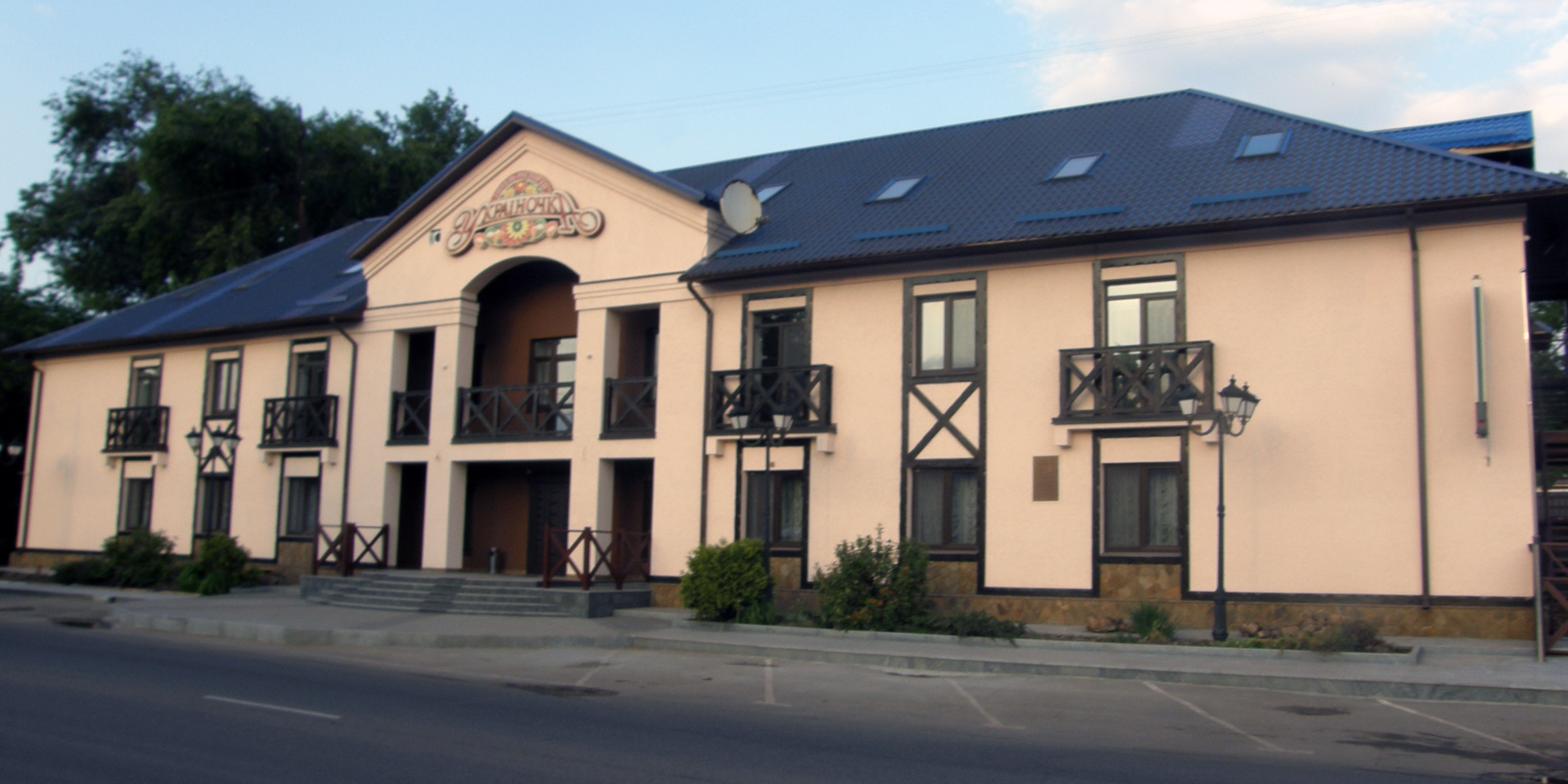
готель «Україночка» в Кривому Розі
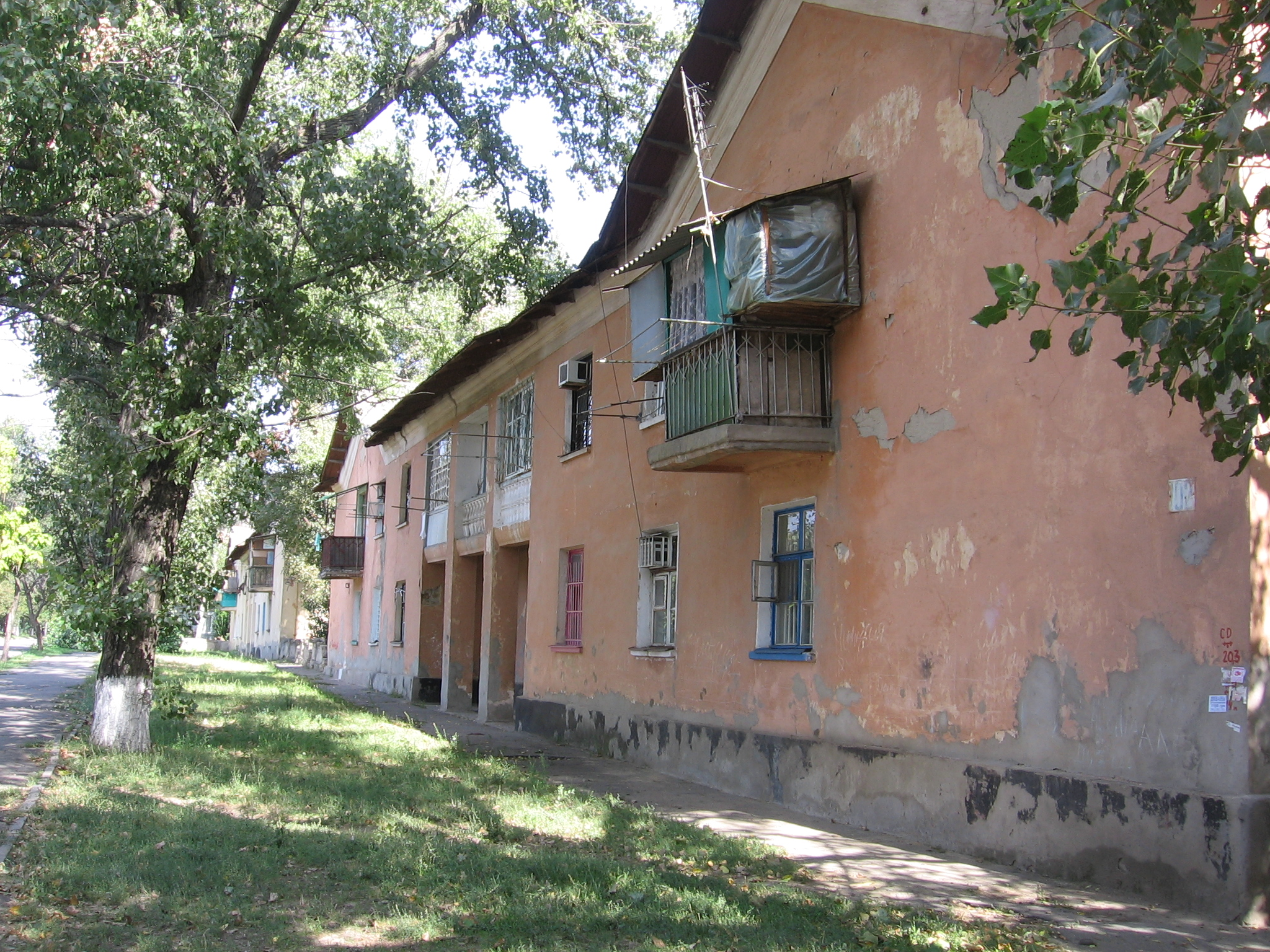
Херсон, вул. Грушевського, 102